# Capela Rothko
A Capela Rothko é uma capela não-denominacional em Houston, Texas fundada por John e Dominique de Menil.  O interior serve não apenas como uma capela, mas também como local de exposição de um importante trabalho de arte moderna. Em suas paredes podem ser apreciadas quatorze pinturas negras com tons de outras cores, feitas por Mark Rothko. A forma e design da capela foram grandemente influenciadas pelo artista.
A 16 de setembro de 2000, a capela foi incluída como um edifício no Registro Nacional de Lugares Históricos dos Estados Unidos.

## História

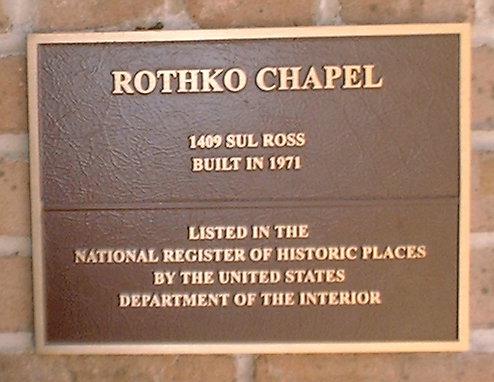
Placa no exterior da Capela

Em 1964 John e Dominique de Menil (que também fundaram a Coleção Menil) contrataram Rothko para criar um espaço meditativo a ser preenchido com suas pinturas. Os trabalhos foram feitos especificamente para o local, o que era uma das condições do programa. Como foi dada a Rothko uma licença criativa no desenho da estrutura, ele desentendeu-se com o arquiteto do projeto original, Philip Johnson, com relação aos planos para a capela. Os planos foram revisados várias vezes e passaram por vários arquitetos. Rothko continuou a trabalhar primeiro com Howard Barnstone e depois com Eugene Aubry, mas não viveu para ver o fim da construção da capela, em 1971. Após uma longa luta contra a depressão, Rothko suicidou-se em seu estúdio em Nova York, a 25 de fevereiro de 1970.
Uma escultura por Barnett Newman, Broken Obelisk (Obelisco Quebrado,  1963-1967, está localizada na frente da capela. Esta escultura encontra-se posicionada dentro de um espelho de água desenhado por Philip Johnson e é dedicada a Martin Luther King, Jr.

## Na cultura
Uma das músicas mais famosas de Morton Feldman —  Rothko Chapel, de 1971 - foi inspirada na capela e escrita para ser executada no local.
Peter Gabriel deu o nome de Fourteen Black Paintings (Quatorze Pinturas Negras) a uma de suas composições, feita após sua experiência na capela.  Também o cantor e compositor independente David Dondero é autor uma ode denominada Rothko Chapel (2007).